# Charito (cràter)
Charito és un cràter amb coordenades planetocèntriques de -44.08 ° de latitud nord i 91.75 ° de longitud est, sobre la superfície de l'asteroide del cinturó principal (4) Vesta. Fa 6.55 km de diàmetre. El nom fa referència a una augusta romana de finals del segle IV, Charito IV), i va ser adoptat com a oficial per la UAI el cinc de febrer de 2014.